# П'юбега
П'юбега, П'юбеґа (італ. Piubega) — муніципалітет в Італії, у регіоні Ломбардія,  провінція Мантуя.
П'юбега розташована на відстані близько 410 км на північний захід від Рима, 110 км на схід від Мілана, 23 км на захід від Мантуї.
Населення — 1737 осіб (2014).

## Демографія
Населення за роками:

Станом на 1 січня 2023 року в муніципалітеті офіційно проживали 174 іноземці з 19 країн, серед них 36 громадян країн Євросоюзу та 6 громадян України.

## Сусідні муніципалітети
- Азола
- Казалольдо
- Черезара
- Гацольдо-дельї-Іпполіті
- Маріана-Мантована
- Редондеско